# Île Queen Elizabeth II
L'île Queen Elizabeth II (anciennement île Aspen) est une île située dans le lac Burley Griffin, au centre de Canberra, la capitale fédérale de l'Australie. L'île est reliée à la ville par une passerelle pour piéton et abrite le carillon national. Le 4 juin 2022, l'île Aspen est rebaptisée « île Queen Elizabeth II » à l'occasion de la célébration du jubilé de platine d'Élisabeth II, reine d'Australie,.

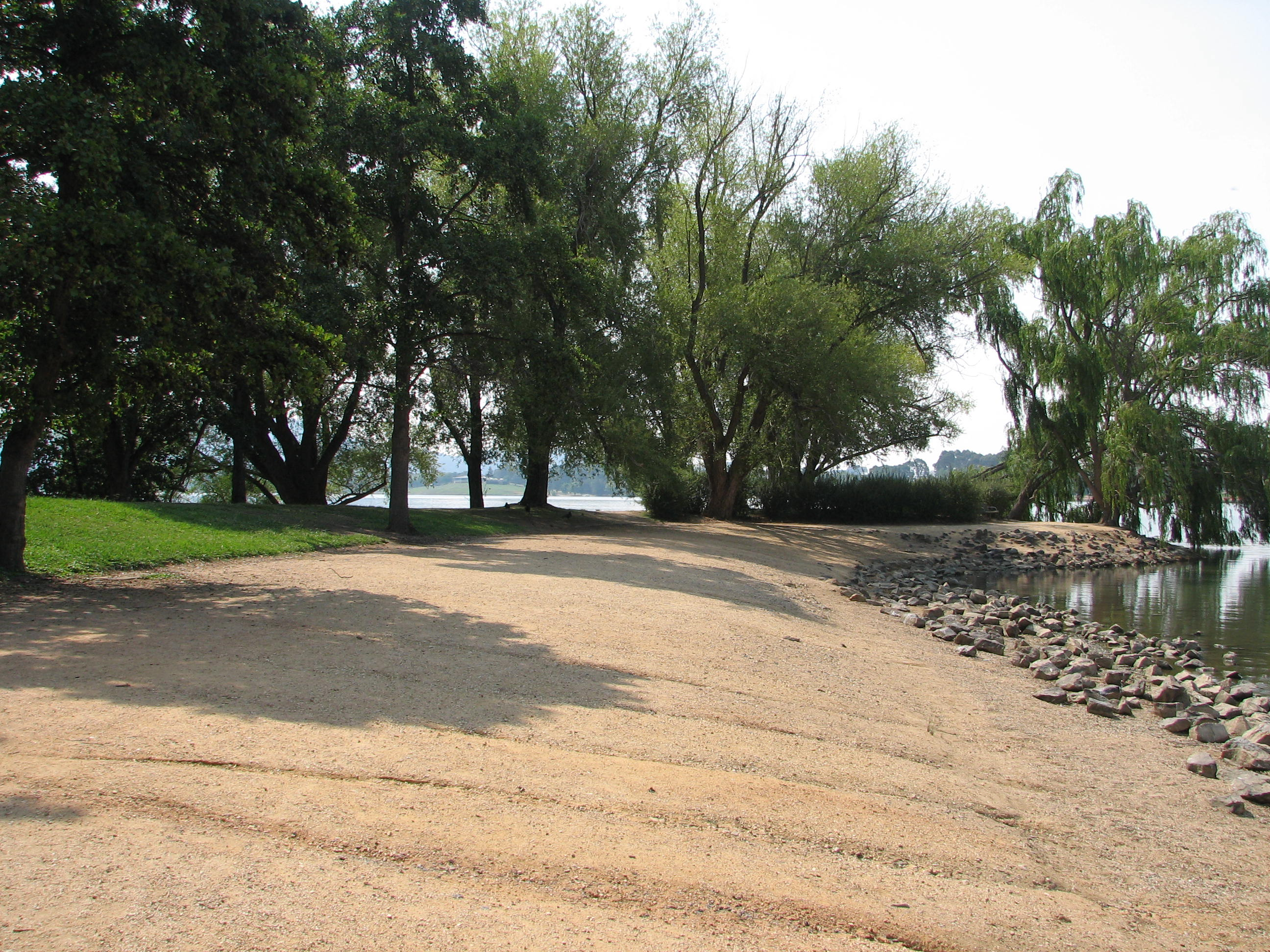
L'extrémité nord-ouest de l'île en été.